# Ligue 1 Speler van het Jaar
De Ligue 1 Speler van het Jaar is een prijs die wordt toegekend aan de speler wiens prestaties in de Franse Ligue 1 als de beste van het seizoen worden beschouwd, die in Ligue 1 speelt. Het is een van de Trophées UNFP du football. De prijs wordt uitgereikt sinds het seizoen 1993-1994 en de eerste winnaar was Paris Saint-Germain-speler David Ginola. De meest recente winnaar is Kylian Mbappé, die de prijs won als speler van Paris Saint-Germain in het seizoen 2018-2019.

## Winnaars

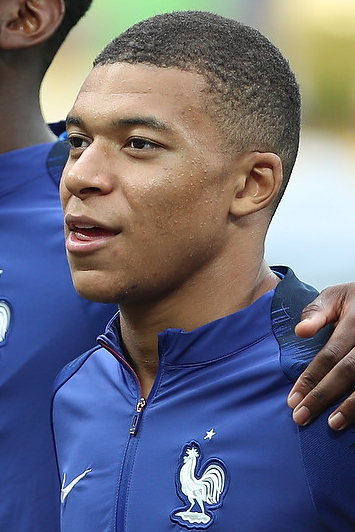
Kylian Mbappé won de prijs in 2019.

- Tussen haakjes wordt het aantal keer dat de spelers de prijs heeft gewonnen weergeven, indien deze speler de prijs vaker dan één keer in wacht heeft gespeeld.
- Clubs in de gele cellen werden dat seizoen tevens landskampioen.

| Seizoen   | Speler                 | Club                |
| --------- | ---------------------- | ------------------- |
| 1993–94   | David Ginola           | Paris Saint-Germain |
| 1994–95   | Vincent Guérin         | Paris Saint-Germain |
| 1995–96   | Zinedine Zidane        | Bordeaux            |
| 1996–97   | Sonny Anderson         | Monaco              |
| 1997–98   | Marco Simone           | Paris Saint-Germain |
| 1998–99   | Ali Benarbia           | Bordeaux            |
| 1999–2000 | Marcelo Gallardo       | Monaco              |
| 2000–01   | Éric Carrière          | Nantes              |
| 2001–02   | Pauleta                | Bordeaux            |
| 2002–03   | Pauleta (2)            | Bordeaux            |
| 2003–04   | Didier Drogba          | Marseille           |
| 2004–05   | Michael Essien         | Lyon                |
| 2005–06   | Juninho                | Lyon                |
| 2006–07   | Florent Malouda        | Lyon                |
| 2007–08   | Karim Benzema          | Lyon                |
| 2008–09   | Yoann Gourcuff         | Bordeaux            |
| 2009–10   | Lisandro López         | Lyon                |
| 2010–11   | Eden Hazard            | Lille§              |
| 2011–12   | Eden Hazard (2)        | Lille               |
| 2012–13   | Zlatan Ibrahimović     | Paris Saint-Germain |
| 2013–14   | Zlatan Ibrahimović (2) | Paris Saint-Germain |
| 2014–15   | Alexandre Lacazette    | Lyon                |
| 2015–16   | Zlatan Ibrahimović (3) | Paris Saint-Germain |
| 2016–17   | Edinson Cavani         | Paris Saint-Germain |
| 2017–18   | Neymar                 | Paris Saint-Germain |
| 2018–19   | Kylian Mbappé          | Paris Saint-Germain |

## Winnaars per land en club

### Per land
| Land       | Aantal keer gewonnen | Jaren                                                                           |
| ---------- | -------------------- | ------------------------------------------------------------------------------- |
| Frankrijk  | 9                    | 1993–94, 1994–95, 1995–96, 2000–01, 2006–07, 2007–08, 2008–09, 2014–15, 2018–19 |
| Brazilië   | 3                    | 1996–97, 2005–06, 2017–18                                                       |
| Zweden     | 3                    | 2012–13, 2013–14, 2015–16                                                       |
| België     | 2                    | 2010–11, 2011–12                                                                |
| Portugal   | 2                    | 2001-02, 2002-03                                                                |
| Argentinië | 2                    | 1999-2000, 2009-10                                                              |
| Ivoorkust  | 1                    | 2004-2005                                                                       |
| Ghana      | 1                    | 2005-2006                                                                       |
| Italië     | 1                    | 1997-1998                                                                       |
| Algerije   | 1                    | 1998-1999                                                                       |
| Uruguay    | 1                    | 2016–17                                                                         |

### Per club
| Club                | Aantal keer gewonnen | Winnende jaren                                                                  |
| ------------------- | -------------------- | ------------------------------------------------------------------------------- |
| Paris Saint Germain | 9                    | 1994–95, 1995–96, 1997–98, 2012–13, 2013–14, 2015–16, 2016–17, 2017–18, 2018–19 |
| Lyon                | 6                    | 2004-2005, 2005-2006, 2006-2007, 2007-2008, 2009-2010, 2014-15 ,                |
| Bordeaux            | 5                    | 1995–96, 1998–99, 2001–02, 2002–03, 2008–09                                     |
| Monaco              | 2                    | 1996–97, 1999–2000                                                              |
| Lille               | 2                    | 2010–11, 2011–12                                                                |
| Marseille           | 1                    | 2003-04                                                                         |
| Nantes              | 1                    | 2000-2001                                                                       |